# Brigitte Ulmer
Brigitte Ulmer (* 1963) ist eine Schweizer Kulturredakteurin und Autorin von Kunstpublikationen.
Brigitte Ulmer studierte Geschichte und Kommunikation an der Universität Zürich und promovierte 1989 im Fach Geschichte mit einer Arbeit über den Kontakt der Engländer mit den Moguln zwischen 1583 und 1619 aufgrund englischer Reiseberichte. Weitere Studien führten sie an die University of Arts London, wo sie sich in Digitalmarketing weiterbildete und an der University of London in zeitgenössischer Kunstgeschichte.
Seit 1990 arbeitet sie vorwiegend im Bereich Journalismus und Kulturkommunikation und schreibt über Kunst, Design sowie kulturelles Unternehmertum. Ihre journalistischen Stationen waren bis 1992 die Sonntagszeitung und bis 1995 Anabelle. Dann wechselte sie zu Cash, wo sie bis 1999 arbeitete. Seitdem arbeitet sie freiberuflich für verschiedene Medien, u. a.  Bilanz, Schweizerische Handelszeitung, NZZ oder artnet.de.
Seit 2008 ist sie mit einer eigenen Agentur auch als Kuratorin tätig.
Ulmer veröffentlichte unter anderem kunstbiografische Schriften und befasste sich mit Fotografie in Südasien. Ihr bekanntestes Buch ist die 2008 erschienene Biografie Manons, „eine Pionierin der europäischen Performance- und Fotokunst“.
Sie lebt in Zürich und London.

## Schriften (Auswahl)
- Dem Matterhorn vis-à-vis: Bildhauer Heinz Julen. 1989.
- Der Kontakt der Engländer mit den Moguln zwischen 1583 und 1619 aufgrund englischer Reiseberichte. Dissertation. Universität Zürich 1989.
- Maja Vonmoos, die Pixel-Skulpteurin. 2002.
- „Wiederholung ist der Tod“: Atelierbesuch [bei Mariann Grunder]. 2002.
- Einst war sie Miss Rimini. Scheidegger & Spiess, Zürich 2005, ISBN 978-3-85881-167-7.  (engl.): She was once Miss Rimini. 2005.
- Georg Frei, Brigitte Ulmer (Hrsg.): Ross Bleckner. Thomas Ammann, Zürich 2007
- Hans Rudolf Weber: filtered photographs painted. 2007.
- Manon – eine Person: eine Pionierin der europäischen Performance- und Fotokunst. Scheidegger & Spiess, Zürich 2008, ISBN 978-3-85881-205-6. (engl.): Manon, a person: a Swiss pioneer of body and performance art. 2008.
- Art at Swiss Re. 2008.
- Die Fabbrica ist ein Spiel: Gespräch mit Gianna Ruepp. 2009.
- Ernst Beyeler war unser Tor zur Welt. 2010.
- Die Augen des Subkontinents: Fotografie aus Indien, Pakistan & Bangladesh. 2010.
- Wohin mit der Skulptur? Fallbeispiel Fanfare, Kunst im Öffentlichen Raum. 2011.
- Mann, o Mann. 2013.
- Helden der Kunstauktion. Hatje Cantz, Ostfildern 2015, ISBN 978-3-7757-3902-3. (engl.): Auctioneers who made art history. Hatje Cantz, Ostfildern 2015, ISBN 978-3-7757-3903-0.
- Der neue Schlossherr: Not Vital – Hausvisite in Sent. 2017.
- Kreis! Quadrat! Progress! Zürichs konkrete Avantgarde. Max Bill, Camille Graeser, Verena Loewensberg, Richard Paul Lohse und ihr Umfeld, herausgegeben von Thomas Haemmerli & Brigitte Ulmer, Scheidegger & Spiess, Zürich 2024, ISBN 978-3-03942-163-3.